# Cryptops anomalans
Cryptops anomalans är en mångfotingart som beskrevs av Newport 1844. Cryptops anomalans ingår i släktet Cryptops och familjen Cryptopidae.

## Underarter
Arten delas in i följande underarter:
- C. a. anomalans
- C. a. hirsutus
- C. a. schaessburgensis